# Operațiunea Hunter Killer
Operațiunea Hunter Killer (în engleză Hunter Killer) este un film de acțiune american regizat de Donovan Marsh, avându-i ca protagoniști pe Gerard Butler, Gary Oldman și Common.